# Jorochito
Jorochito ist eine Landstadt im Departamento Santa Cruz im südamerikanischen Anden-Staat Bolivien.

## Lage im Nahraum
Jorochito ist der zentrale Ort im Kanton Jorochito und zweitgrößte Ortschaft des Municipios El Torno in der Provinz Andrés Ibáñez. Die Stadt liegt auf einer Höhe von 567 m am rechten Ufer des Río Piraí.

## Geographie
Jorochito liegt im tropischen Feuchtklima am Ostrand der Anden-Gebirgskette der Cordillera Oriental. Die Region war vor der Kolonisierung von tropischem Feuchtwald bedeckt, ist heute aber größtenteils Kulturland.
Die mittlere Durchschnittstemperatur der Region liegt bei 24 °C, der Jahresniederschlag beträgt 950 mm (siehe Klimadiagramm La Angostura). Die Monatsdurchschnittstemperaturen schwanken zwischen 20 °C im Juli und 26 °C im Dezember und Januar, die Monatsniederschläge sind von November bis März ergiebig und liegen über 100 mm, das Klima von Juni bis September ist arid mit Niederschlägen unter 40 mm.

## Verkehrsnetz
Nordwestlich von Jorochito und 42 Straßenkilometer entfernt liegt Santa Cruz, die Hauptstadt des Departamentos.
Vom Zentrum von Santa Cruz aus führt die asphaltierte Nationalstraße Ruta 7 als vierspurige „Avenida Grigotá“ in südwestlicher Richtung bis La Guardia und weiter über El Torno und Limoncito nach Jorochito. Fünfzehn Kilometer südlich der Stadt verlässt die Straße bei La Angostura das Tiefland und erklimmt in westlicher Richtung die Kordillere über Samaipata nach Cochabamba.

## Bevölkerung
Die Einwohnerzahl der Ortschaft ist in den vergangenen beiden Jahrzehnten auf fast das Doppelte angestiegen:
| Jahr | Einwohner | Quelle       |
| ---- | --------- | ------------ |
| 1992 | 1 727     | Volkszählung |
| 2001 | 2778      | Volkszählung |
| 2012 | 3259      | Volkszählung |
| 2024 |           | Volkszählung |

Die Region weist einen nennenswerten Anteil an Quechua-Bevölkerung auf, im Municipio El Torno sprechen 27,7 Prozent der Bevölkerung Quechua.